# Pour (hebdomadaire)
Pour les articles homonymes, voir Pour.
Pour est un journal hebdomadaire belge fondé en 1973. Il cesse de paraître en 1982. Il était édité par l'ASBL POUR écrire la liberté.
Ses locaux, situés au 22 rue de la Concorde à Ixelles, sont détruits par un incendie criminel en 1981.

## Ligne éditoriale
Produit de la nouvelle gauche, sa ligne éditoriale était communément admise comme étant de gauche radicale.
Anti-stalinien, Pour se situait au confluent des idées libertaires de Mai 68, d'un marxisme plus orthodoxe (bien que marqué par le basisme anti-léniniste, voire le conseillisme) et des nouveaux mouvements sociaux. L’essentiel du contenu du journal est fait de reportages sur le mouvement social bouillonnant des années 1970 : travailleurs en grève, féminisme, homosexualité assumée, comités de quartier, antimilitarisme, écologie politique, mouvement antinucléaire, etc.

## Histoire

### De 1973 à l'incendie

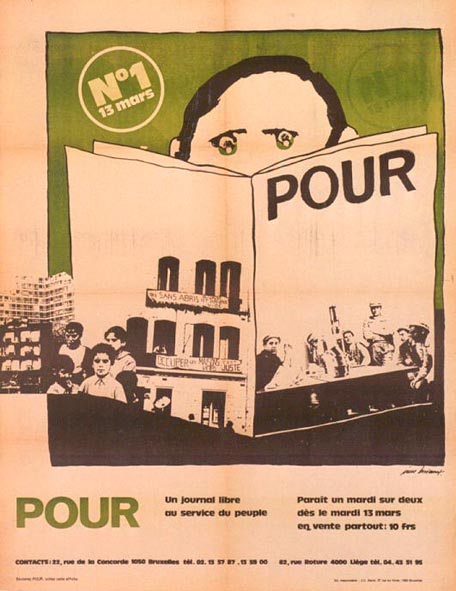
Affiche de lancement de l'hebdomadaire en 1973.

Après avoir lancé Le Point en 1965 (le premier numéro fut tiré à 35 000 exemplaires), Jean-Claude Garot (initiateur du collectif « POUR écrire la liberté ») lance le 13 mars 1973 le journal POUR qui se définit comme journal/acteur de la nouvelle gauche porteuse des valeurs de Mai 68.
Refusant la publicité (qui a étranglé précédemment le magazine Le Point), le journal est fortement déficitaire et financé par des emprunts personnels contractés par les membres de l'équipe et, surtout, par la vente d’œuvres d’art offertes par des artistes contemporains (dont Sol LeWitt, Hanne Darboven, etc.) organisée par le collectionneur d'art et sympathisant Isi Fiszman  avec le support de Harald Szeemann (notamment l'exposition sous chapiteau SaltoArte en 1975 à Ixelles).
Pendant toute cette première période, les articles ne sont pas signés (refus du vedettariat), chaque membre de l'équipe assume une responsabilité de fabrication et de rédaction (refus de la séparation manuel/intellectuel) et tous reçoivent, en théorie, le même salaire (principe égalitaire). Les semaines font régulièrement 80 heures de travail.
Le journal élargit rapidement son audience grâce à la publication de scoops dont l’affaire dite des Ballets roses. Celle-ci - aussi connue sous le nom d'affaire Pinon, du nom d'un psychiatre bruxellois qui serait à la base de la révélation de l'affaire - fait référence à de présumées soirées et partouzes auxquelles des ministres, hauts fonctionnaires et gendarmes auraient participé en Belgique dans les années 1970 et où des mineures auraient été impliquées. L'existence de ces soirées n'a jamais pu être prouvée à ce jour, ni l'implication des personnes citées supra.
POUR dénonce également les agissements de l’extrême droite belge : camps d’entraînement du Vlaamse Militanten Orde (VMO) ou la présence de Paul Latinus, militant du Front de la Jeunesse, dans un cabinet ministériel. Il met à jour les barons du Cepic, l’aile très à droite du PSC. Il révèle les réunions de responsables de mouvements fascistes au château du baron Benoît de Bonvoisin.
Le journal mène l'enquête sur les tueries du Brabant.
Il rapporte, preuve à l’appui, le fichage des syndicalistes par des micro-fiches, utilisées par la gendarmerie et publie des documents prouvant la chasse aux militants de gauche, laissant l’extrême droite libre de ses mouvements.
Certains pensent que c'est l'enquête menée sur l'affaire des ballets roses qui expliquerait l'attentat criminel de juillet 1981 (une des premières pistes suivies par les enquêteurs fut celle d'un incendie volontaire provoqué pour empêcher la parution d'articles sur les ballets roses sans aboutir pour autant).

### De l'incendie à 1982

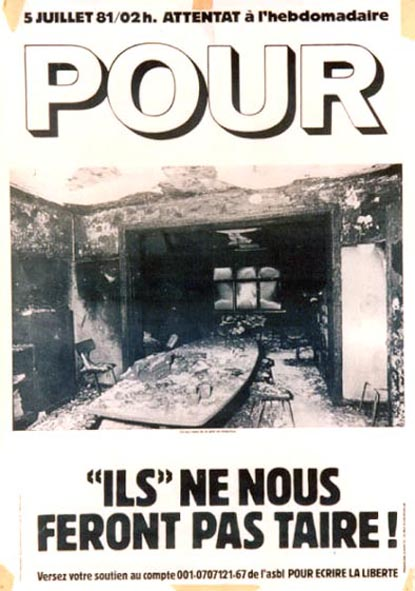
Affiche éditée après l'incendie par Alternative Libertaire (1981).

Après l'incendie et l'énorme émotion qu'il provoque dans l'opinion, POUR reparaît avec une équipe renforcée de plusieurs journalistes.
Dans les premiers mois, près de 40 000 exemplaires sont vendus en Belgique francophone.
En 1982, c'est par un numéro double (416-417) que POUR cesse de paraître.

## Renouveau du journal
Toujours dans une optique de gauche, le journal POUR commence à rééditer de nouveaux numéros en 2015. Ce nouveau journal, fortement inspiré de l'ancien, est mis sur pied à la suite de l'annonce d'un possible traité transatlantique entre les États-Unis et l'Union européenne. Fortement opposé au projet, Jean-Claude Garot (initiateur de l'ancien journal) décide de remettre sur pied un nouveau POUR,. Ce nouveau POUR dispose également d'un site Internet.

## Personnalités liées au journal

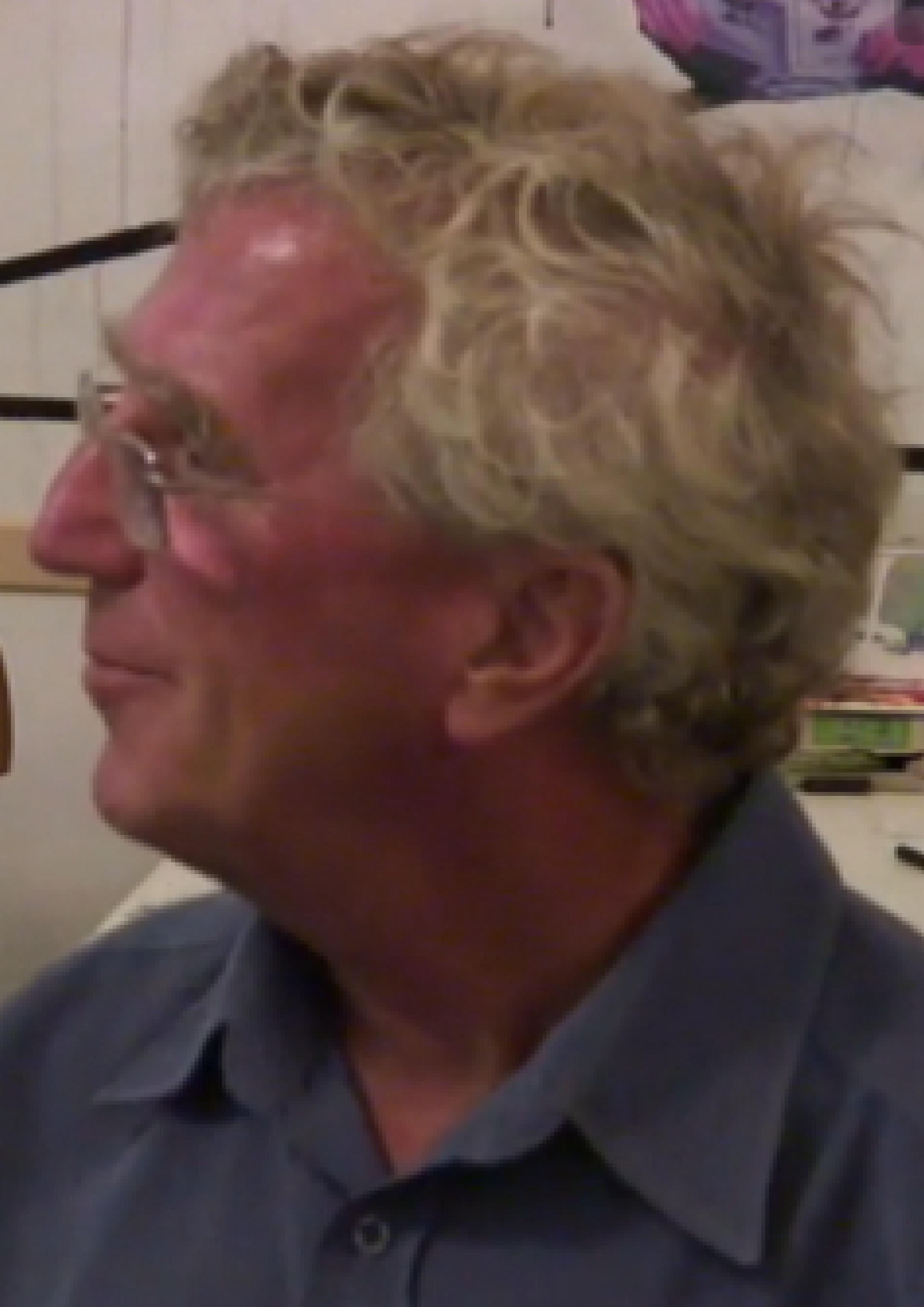
Jean-Claude Garot, fondateur du journal POUR, ici en 2009.

- Jean-Claude Garot
- Claude Semal
- Irène Kaufer
- Michel Gheude
- Serge Noël
- Luc Pire
- Roger Noël Babar
- Francis Bismans
- Pierre Guelff
- Jean-Pierre Hupkens[25]
- Marc Jacquemain
- André Lange[26]

#### Travaux universitaires
- Axel Gryspeerdt, Pour écrire la liberté a.s.b.l., in Les nouveaux courants de la presse francophone en Belgique après mai 1968 : la contre-information régionale/locale et sectorielle, Courrier hebdomadaire du CRISP, Centre de recherche et d'information socio-politiques, Bruxelles, 1979/20, n°845-846, pp. 1-40, DOI 10.3917/cris.845.0001, [lire en ligne].
- Laurence Mundschau, Le dernier numéro, Le discours autoréférentiel de fermeture des hebdomadaires d'information générale en Belgique francophone (1950-2000), Presses universitaires de Louvain, Thèses de la Faculté des sciences économiques, sociales et politiques, 2007 Présentation en ligne.
- José Gotovitch et Anne Morelli, Presse communiste, presse radicale, 1919-2000: passé, présent, avenir, Condé-sur-Noireau, Fil rouge / Aden, 2007 Lire en ligne.
- Michel Bouffioux, Pour : sous la plage... les pavés, mémoire de licence en journalisme, ULB, 1988.
- André Lange, "Les braises de Pour ", in Critique politique, n.10, Bruxelles, décembre 1981.
- (nl) Astrid Waterinckx, Alternatieve pers in België na mei ’68 : Agence de Presse Libération-Belgique, licentiate Nieuwste Geschiedenis, UGent, master of Arts in European Studies, K.U.Leuven, 2006, page 31.

#### Filmographie
- Document vidéo :
  - Journal POUR 1973-1982. WalkingVoice_TV, Pierre Clemens, soirée-débat (2h50) filmé le 03/09/2009 aux Établissements d'en Face (Bruxelles) à l’occasion de l'exposition "Nous les œuvres d'art" d'Angel Vergara et de l'exposition "POUR" qui l'accompagnait[27].

### Télévision
- Mai 68 - Mai 88, un débat de l'émission Écran Témoin de la Radio-télévision belge de la Communauté française, mai 1988, voir en ligne.